# Platambus wangi
Platambus wangi är en skalbaggsart som beskrevs av Michel Brancucci 2006. Platambus wangi ingår i släktet Platambus och familjen dykare. Inga underarter finns listade i Catalogue of Life.